# Šchara
Šchara (gruzínsky შხარა, rusky Шхара) je nejvyšší horou Gruzie a třetím nejvyšším vrcholem pohoří Kavkaz. Nachází se na území historické provincie Svanetie, asi 90 km severně od města Kutaisi, v centrální části hlavního kavkazského hřebenu nedaleko hranic s Ruskem.
Svahy jsou pokryty ledovci, a to ledovcem Bezengi na severním svahu a ledovcem Šchara na jižním svahu.
Šchara tvoří poslední vrchol na východojihovýchodním konci třináctikilometrového masívu zvaného Bezengská stěna.

## Vrcholy
Šchara má dva vrcholy:
- Hlavní vrchol na souřadnicích 43°0′2″ s. š., 43°6′44″ v. d. má nadmořskou výšku 5201 m. Jiné zdroje uvádí 5193,2 nebo 5203 m.
- Západní vrchol na souřadnicích 42°59′57″ s. š., 43°5′23″ v. d. má nadmořskou výšku 5068,8 m. Na starých sovětských mapách generálního štábu je chybně uveden jako hlavní.